# Пристромська сільська рада
| Пристромська сільська рада — колишній орган місцевого самоврядування у Переяслав-Хмельницькому районі Київської області з адміністративним центром у с. Пристроми. Водоймища на території, підпорядкованій даній раді: річка Трубіж. Сільській раді підпорядковані населені пункти: - с. Пристроми - с. Заострів |

## Склад ради
Рада складається з 16 депутатів та голови.

### Керівний склад ради
| ПІБ                     | Основні відомості                                                         | Дата обрання | Дата звільнення |
| ----------------------- | ------------------------------------------------------------------------- | ------------ | --------------- |
| Бобровник Іван Іванович | Сільський голова, 1962 року народження, освіта                            | 26.03.2006   | 31.10.2010      |
| Бобровник Іван Іванович | Сільський голова, 1962 року народження, освіта вища, член народної партії | 31.10.2010   |                 |

Примітка: таблиця складена за даними джерела